# Prix Fénix
Les Prix Fénix (en espagnol : Premios Fénix) sont une cérémonie annuelle de remise de prix célébrée à Mexico et présentée par l'association Cinema23 reconnaissant l'excellence de l'industrie cinématographique ibéro-américaine. Les prix ont été décernés de 2014 à 2018.

## Histoire

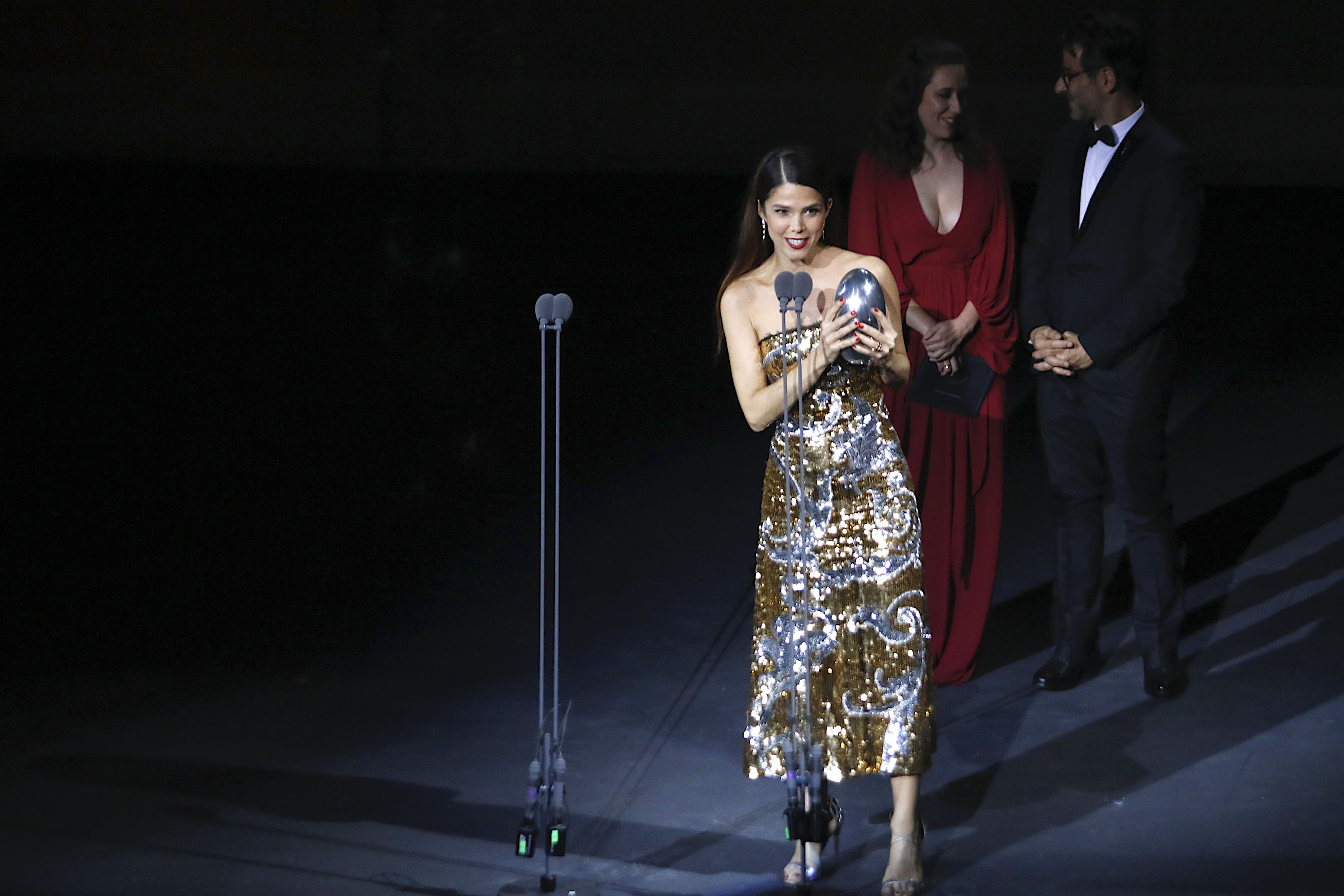
Juana Acosta tenant le trophée en forme d'œuf lors des récompenses 2018.

Présentés par l'association Cinema23 (créée en 2012), les prix ont été créés en 2014 pour récompenser des œuvres de l'industrie cinématographique ibéro-américaine. La première cérémonie a eu lieu en octobre 2014 à Mexico, quelques mois seulement après la célébration des premiers Prix Platino (de même portée ibéro-américaine) à Panama.
La statuette a été conçue par l'artiste brésilien Artur Lescher.
En 2019, apparemment en raison de contraintes « budgétaires » et à la suite de négociations infructueuses avec le gouvernement de la ville de Mexico (es), le présentateur a signalé l'annulation indéfinie (mais "non définitive") des récompenses et des événements parallèles après 5 cérémonies, déplorant le manque de soutien suffisant de la part des nouveaux gouvernements nationaux et locaux,.

## Éditions
- 1er prix Fénix (es) (Teatro de la Ciudad, 30 octobre 2014)[5],[3]
- 2e prix Fénix (es) (Teatro de la Ciudad Esperanza Iris, 25 novembre 2015)[6]
- 3e prix Fénix (es) (Teatro de la Ciudad Esperanza Iris, 7 décembre 2016)[7]
- 4e prix Fénix (es) (6 décembre 2017)[8]
- 5e prix Fénix (es) (Teatro de la Ciudad Esperanza Iris, 7 novembre 2018)[9]

## Voir également
- Prix Platino